# Tremellodendron cuneatum
Tremellodendron cuneatum är en svampart som först beskrevs av Lloyd, och fick sitt nu gällande namn av Lloyd 1916. Tremellodendron cuneatum ingår i släktet Tremellodendron och familjen Sebacinaceae.   Inga underarter finns listade i Catalogue of Life.